# Il regista di inganni
Il regista di inganni (Double Cross) è un romanzo poliziesco dello scrittore statunitense James Patterson e fa parte di una serie di romanzi sul detective Alex Cross.

## Trama
Quattro anni prima dell'inizio della storia, Kyle Craig viene mandato in prigione per i suoi crimini in Roses Are Red e Violets Are Blue e giura vendetta sul detective Alex Cross, responsabile della sua cattura. Al giorno d'oggi, Alex Cross ha un appuntamento con un ufficiale di polizia, Brianna 'Bree' Stone, quando vengono interrotti dalla notizia della morte dell'autore del crimine Tess Olsen. All'arrivo a Washington, D.C., Alex decide di aiutare, anche se non è più un detective. Gli investigatori trovano un biglietto di auguri e un nastro con l'assassino che lancia Olsen da un balcone nel suo appartamento. Nel video, l'assassino si gira verso la telecamera e dice "In tuo onore". Alex, Bree e John Sampson, il migliore amico e collaboratore di Alex, scoprono che il filmato dell'omicidio è stato usato due volte. Più tardi, l'assassino va a teatro e uccide l'attore Matthew Jay Walker e pubblica video dei suoi omicidi su Internet. Alex si rende conto che l'assassino vuole un pubblico e quindi è soprannominato "DCAK" (un'abbreviazione di "DC Audience Killer"). Nella sua pratica psicologica, Alex parla con Sandy Quinlan, una donna impazzita dal sesso e incontra un altro paziente, Anthony Demao. Anthony è un veterano di guerra che ha ucciso il suo compagno, Matthew, dopo che Matthew gli aveva ordinato di farlo a causa della sua malattia terminale.
Man mano che gli omicidi diventano più gravi, Alex decide di lavorare ancora una volta con il dipartimento di polizia metropolitano della DC continuando a lavorare come psicologo. È evidente che il ruolo DCAK gioca un diverso alter-ego durante ogni omicidio. Il killer crea diversi siti web con filmati, immagini e messaggi inviati da lui e dalle sue vittime. In una prigione federale in Colorado, Kyle Craig riceve una visita dal suo avvocato, Mason Wainwright. Wainwright indossa una maschera simile al volto umano di Kyle e ne dà una con la propria faccia a Kyle, permettendo a Kyle di scappare e Mason di rimanere al suo posto. Wainwright muore poco dopo. Alex viene a sapere della fuga di Craig e si reca a Firenze dove recensisce le riprese di Olsen che intervista Kyle per il suo ultimo libro. Di ritorno a Washington DC, l'agente dell'FBI, Brian 'Kitz' Kitzmiller viene assegnato per aiutare Sampson, Bree e Alex. Un copione DCAK, che indossa una maschera di Richard Nixon, rapisce una coppia di adolescenti. Il killer copione uccide il ragazzo, mentre la ragazza viene investita. Nel frattempo, Kyle fa visita a sua madre, che incolpa per aver lasciato che suo padre picchiasse Kyle da bambino. Kyle ruba soldi da sua madre, quindi spara e la uccide.
In Iowa, Kyle uccide una donna dopo aver fatto finta di voler dormire con lei. Alex va nel suo ufficio dove vede Sandy che dà a Anthony un lavoro manuale. Alex chiede di parlare con Sandy mentre Anthony aspetta fuori, ma Anthony se ne va. Più tardi, quel giorno, Sandy e Anthony si incontrano in un bar, dove si scoprono mentre Sandy urla agli spettatori nel ristorante che Anthony è suo fratello. Anthony rivela a Sandy di aver ricevuto un messaggio da Kyle che annuncia che desidera vedere DCAK, sottintendendo che il pubblico è il DCAK. Alex, Sampson e Bree partecipano a una conferenza stampa a Baltimora, dove Alex trova un messaggio del DCAK in cui si afferma che ad Alex manca lo "spettacolo". Alex scopre i tentativi di rintracciare la donna che aveva consegnato il messaggio, ma lei scappa in macchina. Alex si dirige quindi a Washington dove una donna incinta è stata trovata assassinata al National Air and Space Museum. Al suo ritorno a casa, Alex apprende dai suoi figli, Alex 'Ali' Jr. e Jannie, e sua nonna, Nana, che suo figlio maggiore, Damon, è fuggito. Sampson trova Damon che gioca a basket. Alex rimprovera Damon, frustrato dal fatto che Alex abbia perso un incontro per consentire a Damon di frequentare una scuola di preparazione, Crushing, nel Massachusetts. Alex si scusa con Damon e lo porta a casa. Cercando di trovare la pace per un momento, Alex e Bree vanno in un hotel e fanno l'amore.
Alla fine, Alex riceve un messaggio da DCAK, che annuncia di aver catturato il copione. DCAK lancia il corpo del copione da un elicottero su un tetto vicino. Alex e Bree usano una scala per raggiungere il tetto dove trovano il cadavere di Kitz. Tornato in strada, a Bree viene chiesta un'intervista da un "reporter", Neil Stephens, che prende a pugni Bree e fugge. Alex in seguito sospetta che Tyler Bell, il fratello di un assassino, Michael Bell, che Alex abbia ucciso sia DCAK. Kyle Craig uccide una cameriera nel suo hotel a Parigi prima di dirigersi a Washington. Kyle arriva a Washington e uccide il giudice Nina Wolff, che lo ha condannato al carcere. Alla pratica di Alex, Sandy dice ad Alex che partirà per il Michigan e dà un bacio ad Alex. Mentre rintracciano l'ex casa di Bell, una capanna nel bosco, Alex e Bree scoprono che Bell aveva acquistato il latte giorni prima di essere visto l'ultima volta, facendo diventare Alex sospettoso. Alex scopre quindi che DCAK ha rapito Sampson. Quando torna a Washington, Alex trova un telefono attaccato alla sua auto. Gli viene dato le indicazioni dal telefono al nascondiglio di DCAK.
Dopo essere arrivati a destinazione, Alex e Bree sono legati alle sedie. DCAK si rivela essere l'uomo che Alex conosceva come Anthony oltre a Neil Stephens, il reporter. La misteriosa donna di Baltimora si rivela essere sua sorella, che si era messa in posa come Sandy. Dopo aver fatto arrabbiare DCAK, che rivela di aver ucciso Bell, Bree riesce a sfuggire ai suoi limiti, a sparare e uccidere Sandy. DCAK fugge con Alex inseguito, portando ad un inseguimento in un ristorante di cucina messicana. Alex cattura e accoltella DCAK, che sopravvive. Tuttavia, appare Kyle Craig, rivelando che lui e DCAK sono fan comuni. Alex viene quasi ucciso da Kyle prima che Bree arrivi, spari e apparentemente lo uccide. Craig, che non è morto, tenta di sparare a Bree ma manca intenzionalmente. È in grado di fuggire. All'ospedale, Alex capisce che DCAK e sua sorella sono davvero Aaron e Sarah Dennison. Aaron maledice Alex, promettendo vendetta, che Alex respinge. Alex porta Damon in Massachusetts per andare a Crushing, quando Alex riceve un messaggio in cui si afferma che c'è stato un omicidio a Georgetown, che ha organizzato gli eventi per Cross Country.

## Edizioni
- James Patterson, Il regista di inganni, 2011, pagine 314, Longanesi.